# Woolde
Woolde est un hameau situé dans la commune néerlandaise de Hengelo, dans la province d'Overijssel.